# 스기타 미오
스기타 미오(일본어: 杉田 水脈 すぎた みお[*], 1967년 4월 22일 ~)는 일본의 정치인이다. 효고현 고베시 출신. 돗토리 대학 동문. 중의원 의원(자유민주당 소속).